# Stellaria alaschanica
Stellaria alaschanica är en nejlikväxtart som beskrevs av Yi Zhi Zhao. Stellaria alaschanica ingår i släktet stjärnblommor, och familjen nejlikväxter. Inga underarter finns listade i Catalogue of Life.